# Yukiko Sugawara
Yukiko Sugawara (菅原 幸子, Sugawara Yukiko) est une musicienne japonaise née à Sapporo au Japon.

## Biographie
Elle étudie le piano avec Aiko Iguchi à l'école de musique Toho à Tokyo. Elle a poursuivi ses études en Allemagne avec Hans-Erich Riebensahm à Berlin et Aloys Kontarsky à Cologne. Yukiko Sugawara a reçu le prix Kranichstein (de).
En tant que soliste, elle a joué avec Pierre Boulez, Péter Eötvös, Michael Gielen, Hans Zender, Sylvain Cambreling et Lothar Zagrosek. De nombreux compositeurs ont écrit des œuvres pour elle. 
Yukiko Sugawara est une interprète de chambre dévouée, elle a joué avec l'Ensemble Recherche ainsi qu'en duo avec le violoniste Asako Urushihara. 
Elle a également joué avec Christian Dierstein et Marcus Weiss. 
Yukiko Sugawara joue dans de nombreux festivals européens de musique contemporaine, comme le festival de Donaueschingen, le Holland Festival, le festival de Berlin, la biennale de Berlin, le festival d’automne à Paris, le festival d'automne de Varsovie, l'Archipel de Genève, le festival de musique de Huddersfield et le festival Ars Musica de Bruxelles.
Elle joue également dans le reste du monde, notamment à Chicago, New York, Tokyo, Kyoto ou encore à Akiyoshidai.

## Ensemble
Yukiko Sugawara a fondé le Trio Accanto en 1994, elle fait partie également de l'Ensemble Recherche.

## Œuvres
Parmi ses nombreuses productions de CD se trouvent des enregistrements d'œuvres de Helmut Lachenmann et Mark Andre.
Elle enregistre également pour trois labels importants « Wergo », « Col Legno » et « Kairos ».